# Riverside, Alabama
Riverside là một thị trấn thuộc quận St. Clair, tiểu bang Alabama, Hoa Kỳ. Dân số năm 2009 là 2068 người, mật độ đạt 92 người/km².